# Astragalus bogensis
Astragalus bogensis là một loài thực vật có hoa trong họ Đậu. Loài này được Rassulova miêu tả khoa học đầu tiên.